# Ева Мендес
Ева Мендес (на испански: Eva Mendes) е американска киноактриса, придобила световна известност в първото десетилетие на 21 век.

## Биография

### Произход и образование
Родена е в Маями на 5 март 1974 г. в семейството на кубински имигранти, но скоро след това семейството се премества да живее в Лос Анджелис. Там тя завършва училището „Глендейл“ и постъпва в Калифорнийския щатски университет, за да следва архитектура и интериорен дизайн. Скоро обаче прекъсва, за да се посвети на актьорската кариера.

### Актьорска кариера
Мендес започва с епизодични роли в музикални клипове, включително „Miami“ на Уил Смит, но скоро след това получава роля в сериал и не след дълго започва да участва в пълнометражни филми. Първата си значителна роля играе в „Тренировъчен ден“ заедно с Дензъл Уошингтън и Итън Хоук, а две години по-късно участва и във втората част на „Бързи и яростни“. Следват участия в „Имало едно време в Мексико“ и „Лепнат за теб“, а през 2005 Ева е в главната женска роля в „Хитч“, където по ирония на съдбата отново си партнира с Уил Смит. През 2007 г. партнира на Никълъс Кейдж в очакваната с голям интерес комиксова адаптация Ghost Rider.

## Личен живот
Мендес има връзка с филмовия продуцент Джордж Огъсто от 2002 до 2010 г. От 2011 г. има връзка с Райън Гослинг, с когото се запознават по време на снимките на филма „Мястото отвъд дърветата“. Има две дъщери от него.
Мендес е пескетарианка по етични и здравословни причини.

## Разни
- Сред нейните хобита са музика, архитектура и вътрешно обзавеждане.
- Неведнъж е заявявала, че нейна мечта е да се снима във филм на Педро Алмодовар.
- Играла е съпруга/приятелка на Дензъл Уошингтън в два филма – „Тренировъчен ден“ и „Почти невинен“.
- Ева е рекламно лице на „Ревлон“ и „Морган“.
- Висока е 168 см.

## Избрана филмография
| Година | Филм                          | Оригинално заглавие                      | Роля              | Режисьор                  |
| ------ | ----------------------------- | ---------------------------------------- | ----------------- | ------------------------- |
| 1998   | Децата на царевицата 5        | Children of the Corn V: Fields of Terror | Кир               | Итън Уайли                |
| 1998   | Една нощ в Роксбъри           | A Night at the Roxbury                   |                   | Джон Фортънбъри           |
| 2000   | Градски легенди: Развръзката  | Urban Legends: Final Cut                 | Ванеса Валдеон    | Джон Отман                |
| 2001   | Открити рани                  | Exit Wounds                              | Триш              | Анджей Бартковяк          |
| 2001   | Тренировъчен ден              | Training Day                             | Сара Харис        | Антоан Фукуа              |
| 2002   | Зеленото преди всичко         | All About the Benjamins                  | Джина             | Кевин Брей                |
| 2003   | Бързи и яростни 2             | 2 Fast 2 Furious                         | Моника Фуентес    | Джон Сингълтън            |
| 2003   | Имало едно време в Мексико    | Once Upon a Time in Mexico               |                   | Робърт Родригес           |
| 2003   | Почти невинен                 | Out of Time                              |                   | Карл Франклин             |
| 2003   | Лепнат за теб                 | Stuck on You                             | Ейприл Мерседес   | Боби Фарели, Питър Фарели |
| 2005   | Хитч                          | Hitch                                    | Сара Мелас        | Анди Тенант               |
| 2005   | Историята на Уендъл Бейкър    | The Wendell Baker Story                  | Дорийн            | Андрю Уилсън, Люк Уилсън  |
| 2005   | Вярвай му                     | Trust The Man                            | Фейт Фейсън       | Барт Фройндлих            |
| 2007   | Призрачен ездач               | Ghost Rider                              | Роксана           | Марк Стивън Джонсън       |
| 2007   | Господари на нощта            | We Own the Night                         | Амада Хуарез      | Джеймс Грей               |
| 2008   | Жените                        | The Women                                | Кристъл Алън      | Даян Инглиш               |
| 2008   | Духът                         | The Spirit                               |                   | Франк Милър               |
| 2009   | Лошият лейтенант              | Bad Lieutenant: Port of Call New Orleans | Франки Доненфийлд | Вернер Херцог             |
| 2010   | Ченгета в резерв              | The Other Guys                           | Шийла Гембъл      | Адам МакКей               |
| 2010   | Последна нощ                  | Last Night                               | Лора              | Маси Таджедин             |
| 2011   | Бързи и яростни 5: Удар в Рио | Fast Five                                | Моника Фуентес    | Джъстин Лин               |
| 2012   | Холи Мотърс                   | Holy Motors                              | Кей М.            | Леос Каракс               |
| 2012   | Мястото отвъд дърветата       | The Place Beyond the Pines               | Ромина Гутиерес   | Дерек Сианфранс           |
| 2014   | Изгубената река               | Lost River                               | Котката           | Райън Гослинг             |
| 2015   | Път на юг                     | Southbound                               |                   | Джонатан Якъбовитц        |